# خط طول 130° غرب
خط طول 130° غرب هو أحد خطوط الطول الجغرافية، والتي تمتد من القطب الشمالي الجغرافي إلى القطب الجنوبي الجغرافي، وحسب التحويل الزمني يتأخر خط طول 130° غرب عن خط غرينتش بـ8 ساعات و40 دقيقة.

## من القطب إلى القطب
ينطلق خط طول 130° غرب من القطب الشمالي نحو القطب الجنوبي مرورا بالمناطق التي ترد في الجدول التالي:
| الإحداثيات                           | البلد أو الإقليم أو البحر | ملاحظات |
| ------------------------------------ | ------------------------- | --- |
| 90°0′N 130°0′W / 90.000°N 130.000°W  | المحيط المتجمد الشمالي    | |
| 75°17′N 130°0′W / 75.283°N 130.000°W | بحر بيوفورت               | |
| 70°4′N 130°0′W / 70.067°N 130.000°W  | كندا                      | الأقاليم الشمالية الغربية يوكون (إقليم) — من 63°36′N 130°0′W / 63.600°N 130.000°W Northwest Territories — من 63°21′N 130°0′W / 63.350°N 130.000°W Yukon — من 63°12′N 130°0′W / 63.200°N 130.000°W كولومبيا البريطانية — من 60°0′N 130°0′W / 60.000°N 130.000°W |
| 55°19′N 130°0′W / 55.317°N 130.000°W | الولايات المتحدة          | ألاسكا — لحوالي 6 km, the most easterly part of the state (in the Misty Fjords National Monument) |
| 55°16′N 130°0′W / 55.267°N 130.000°W | كندا                      | كولومبيا البريطانية — mainland, Pitt Island وBanks Island |
| 53°12′N 130°0′W / 53.200°N 130.000°W | المحيط الهادئ             | مرورا بشرق جزر بيتكيرن, جزر بيتكيرن (في 25°4′S 130°5′W / 25.067°S 130.083°W) |
| 60°0′S 130°0′W / 60.000°S 130.000°W  | المحيط الجنوبي            | |
| 74°19′S 130°0′W / 74.317°S 130.000°W | القارة القطبية الجنوبية   | المطالب الإقليمية بالقارة القطبية الجنوبية |